# Porphirio Henriques da Silva
O Major Porphirio Henriques da Silva foi um político, jornalista, advogado, militar, historiador e genealogista brasileiro. Foi o primeiro historiador a escrever sobre a história de Itaperuna em seu livro A terra da promissão: história de Itaperuna.

## Carreira
Iniciou sua carreira de jornalista no jornal "Cidade Verde", atuando posteriormente nos jornais O Itaperunense, O Fluminense, Monitor Campista, A tribuna, O Tempo, A reforma, Rebate, A vedeta e 2º distrito. Fundou em 1916, juntamente com Macarino Garcia de Freitas, Pedro dos Reis Nunes, Leopoldo Muylaert Jr. e Antonio Pimenta o jornal "A comarca".
Sua obra, A Terra da Promissão, foi lançada postumamente por seu filho Jary Henriques.

## Obras
Algumas das obras do historiador Porphirio Henriques da Silva, são: 
| Ano da publicação | Título                                       | Editora                | Cidade         | Autores/Coodernação e Organizadores |
| 1956              | A Terra da promissão : história de Itaperuna | Gráfica Editora Aurora | Rio de Janeiro | Jary Henriques                      |